# Gnop!
Gnop! fue el primer juego de computadora creado y publicado por Bungie Studios. Fue un simple juego clon de Pong escrito y liberado después de 20 años del original.
El juego fue creado por Alex Seropian en el año 1990, un poco antes de que la incorporación oficial de Bungie.
El juego se hizo suficientemente popular entre los jugadores mac ya que el juego era libre. Sin embargo, algunos fanes estaban dispuestos a comprar el código fuente, que Bungie ofrecía por $15 (USD).